# Mine Smell Like Honey
Mine Smell Like Honey è un singolo dei R.E.M. pubblicato il 18 gennaio 2011, secondo estratto dall'album Collapse into Now dall'etichetta discografica Warner Bros.

## Il singolo
Il singolo entra nelle stazioni radiofoniche a partire da gennaio 2011.

## Il video
Nel videoclip si vede Michael Stipe svenire in continuazione e venire trasportato da alcuni personaggi attraverso delle scale surreali; alla fine si passa dal bianco e nero ai colori e Stipe si risveglia seduto e si pulisce gli occhiali.

## Classifiche
| Classifica (2011)               | Posizione massima |
| ------------------------------- | ----------------- |
| Stati Uniti (adult alternative) | 8                 |
| Stati Uniti (rock)              | 46                |